# 12 mai en sport
12 avril 12 juin
Chronologies thématiques
- Croisades
- Ferroviaires
- Disney

Le 12 mai (132e jour de l'année ou 133e en cas d'année bissextile) en sport.

## Événements

### XIXesiècle
- 1895 :
  - (Cyclisme) : 5e édition de la course cycliste Bordeaux-Paris. Le Danois Charles Meyer s’impose devant le Français Jean-Marie Corre.
- 1898 :
  - (Omnisports) : fondation du club l'US Tourcoing.
  - (Sport automobile) : arrivée de la course automobile entre Bordeaux et Paris. René de Knyff s’impose sur une Panhard.

### XXesièclede1901à1950
- 1907 :
  - (Football) : le Servette de Genève est champion de Suisse.
- 1918 :
  - (Football) : : le Real Unión de Irún remporte la Coupe d’Espagne face au Madrid FC, 2-0.
- 1935 :
  - (Rugby à XV) : le Biarritz olympique remporte la finale du championnat de France face à l'USA Perpignan, 3-0.
  - (Football) : le FC Sochaux est champion de France.
  - (Sport automobile) : au Grand Prix automobile de Tripoli qui s'est tenu sur le circuit de la Mellaha, victoire de l'allemand Rudolf Caracciola sur une Daimler-Benz AG.
- 1946 :
  - (Sport automobile) : au Grand Prix automobile de Marseille qui s'est disputé sur le circuit de l'Avenue du Prado, victoire du Français Raymond Sommer.

### XXesièclede1951à2000
- 1968 :
  - (Football) : l'AS Saint-Étienne remporte la finale de la Coupe de France face aux Girondins de Bordeaux, 2-1.
  - (Compétition automobile /Formule 1) : au Grand Prix automobile d'Espagne couru sur le circuit du Jarama, victoire du Britannique Graham Hill sur une Lotus-Ford.
- 1974 :
  - (Compétition automobile /Formule 1) : au Grand Prix automobile de Belgique couru sur le Circuit de Nivelles-Baulers, victoire du Brésilien Emerson Fittipaldi sur une McLaren-Ford.
  - (Rugby à XV) : l'AS Béziers remporte la finale du championnat de France face au RC Narbonne, 16-14.
- 1976 :
  - (Football) : le Bayern de Munich remporte la finale de la Coupe des clubs champions européens face à l'AS Saint-Étienne, 1-0.
- 1979 :
  - (Football) : Arsenal remporte la finale de la FA Cup face à Manchester United, 3-2.
- 1982 :
  - (Football) : le FC Barcelone remporte la finale de la Coupe d'Europe des vainqueurs de coupes face au Standard de Liège, 2-1.
- 1990 :
  - (Football) : l'Olympique de Marseille est champion de France.
- 1991 :
  - (Compétition automobile /Formule 1) : au Grand Prix automobile de Monaco, victoire du Brésilien Ayrton Senna sur une McLaren-Honda.
- 1993 :
  - (Football) : le Parme AC remporte la finale de la Coupe d'Europe des vainqueurs de coupes face au Royal Anvers FC, 3-1.
- 1999 :
  - (Football) : le Parme AC remporte la finale de la Coupe UEFA face à l'Olympique de Marseille, 3-0.

### XXIesiècle
- 2001 :
  - (Football) : le FC Nantes est champion de France.
- 2002 :
  - (Compétition automobile /Formule 1) : au Grand Prix automobile d'Autriche couru sur le circuit A1 Ring, victoire de l'allemand Michael Schumacher sur une Ferrari.
- 2007 :
  - (Football) : le FC Sochaux remporte la finale de la coupe de France face à l'Olympique de Marseille sur le score nul 2-2 et de 5-4 aux tirs au but
  - (Football) : le club du Montpellier HSC s'impose lors de la séance de tirs au but (3-0) face à l'Olympique lyonnais lors de la finale du Challenge de France féminin. Après les prolongations le score était de 3 buts partout.
  - (Rugby à XV) : en finale du championnat d'Angleterre, à Twickenham, Leicester bat Gloucester sur le score sans appel de 44 - 12.
- 2008 :
  - (Football) : le Grenoble Foot 38 accède à la Ligue 1.
- 2012 :
  - (Rugby à XV) : le CA Brive descend en 2e division après 13 ans dans l'élite du championnat français.
- 2013 :
  - (Compétition automobile /Formule 1) : au Grand Prix d'Espagne couru sur le circuit de Catalogne, victoire de l'espagnol Fernando Alonso sur une Ferrari.
  - (Tennis) : Rafael Nadal remporte le Masters de Madrid et Serena Williams, l'Open de Madrid
  - (Football) : le PSG est sacré champion de France tandis que le Stade Brestois, dernier de Ligue 1, est relégué en Ligue 2 à l'issue de la 36e journée.
- 2015 :
  - (Cyclisme sur route /Tour d'Italie) : l'Italien Davide Formolo (Cannondale-Garmin) remporte en solitaire la 4e étape du Tour d'Italie. L'Australien Simon Clarke (Orica-GreenEDGE), 2e de l'étape, endosse le maillot rose de leader.
- 2016 :
  - (Cyclisme sur route /Tour d'Italie) : sur la 6e étape du Tour d'Italie 2016, victoire du Belge Tim Wellens. Le Néerlandais Tom Dumoulin conserve le maillot rose.
- 2021 :
  - (Cyclisme sur route /Tour d'Italie) : sur la 5e étape du Tour d'Italie qui se déroule entre Modène et Cattolica, sur une distance de 175 km, victoire de l'Australien Caleb Ewan au sprint. L'Italien Alessandro De Marchi conserve le Maillot rose.
  - (Football /Coupe d'Allemagne) : en finale de la 78e édition de la Coupe d'Allemagne de football au Stade olympique de Berlin, victoire du Borussia Dortmund 4-1 face au RB Leipzig[1].
  - (Natation sportive /Championnats d'Europe) : sur la 3e journée des championnats d'Europe de natation, au plongeon, en mixte sur le tremplin à 3m synchronisé, victoire des Italiens Chiara Pellacani et Matteo Santoro, chez les hommes au tremplin à 1m, victoire de l'Allemand Patrick Hausding. En natation artistique, en solo libre, victoire de la Russe Varvara Subbotina et par équipes technique, victoire des Russes Vlada Chigireva, Marina Goliadkina, Veronika Kalinina, Svetlana Kolesnichenko, Polina Komar, Svetlana Romashina, Alla Shishkina et Maria Shurochkina. En nage en eau libre, sur le 5km, victoire chez les hommes de l'Italien Gregorio Paltrinieri et chez les femmes, c'est la Néerlandaise Sharon van Rouwendaal qui s'impose.

## Naissances

### XIXesiècle
- 1861 :
  - Walter Arnott, footballeur écossais. (14 sélections en équipe nationale). († 18 mai 1931).
- 1867 :
  - Hugh Trumble, joueur de cricket australien. (32 sélections en test cricket). († 14 août 1938).
- 1869 :
  - Carl Schuhmann, gymnaste, lutteur, athlète de sauts et de lancers puis haltérophile allemand. Champion olympique du saut de cheval, des barres parallèles par équipes, de la barre fixe par équipes en gymnastique et dans l'épreuve de gréco-romaine en lutte aux Jeux d'Athènes 1896. († 24 mars 1946).
- 1870 :
  - Gilles Hourgières, pilote de course automobile français. († 23 mai 1919).
- 1885 :
  - Georges Bilot, footballeur français. (1 sélection en équipe de France). († 9 février 1964).

### XXesièclede1901à1950
- 1912 :
  - Henry Jonsson, athlète de demi-fond suédois. Médaillé de bronze du 5 000m aux Jeux de Berlin 1936. († 9 mars 2001).
- 1918 :
  - Alfred Bickel, footballeur suisse. (71 sélections en équipe nationale). († 18 août 1999).
- 1919 :
  - Pierre Brambilla, cycliste sur route italien puis français. († 13 février 1984).
- 1922 :
  - Bob Goldham, hockeyeur sur glace puis entraîneur canadien. († 6 novembre 1991).
  - Roy Salvadori, pilote de F1 et d'endurance britannique. Vainqueur des 24 Heures du Mans 1959. († 3 juin 2012).
- 1925 :
  - Yogi Berra, joueur de baseball américain. († 22 septembre 2015).
  - Ricardo González, basketteur argentin. Champion du monde de basket-ball masculin 1950. (50 sélections en équipe nationale).
- 1929 :
  - Dollard St-Laurent, hockeyeur sur glace canadien. († 6 avril 2015).
- 1935 :
  - Felipe Alou, joueur de baseball dominicain.
  - Johnny Bucyk, hockeyeur sur glace puis entraîneur canadien.
- 1937 :
  - Beryl Burton, cycliste sur route et sur piste britannique. Championne du monde de cyclisme sur route 1960 et 1967. Championne du monde de cyclisme sur piste de la poursuite individuelle 1959, 1960, 1962, 1963 et 1966. († 8 mai 1996).
- 1939 :
  - Reg Gasnier, joueur de rugby à XIII australien. (36 sélections en équipe nationale). († 11 mai 2014).
- 1945 :
  - Alan Ball, footballeur puis entraîneur anglais. Champion du monde de football 1966. (72 sélections en équipe nationale). († 25 avril 2007).
  - Carl Robie, nageur américain. Médaillé d'argent du 200m papillon aux Jeux de Tokyo 1964 et champion olympique du 200m papillon aux Jeux de Mexico 1968. († 30 novembre 2011).
- 1948 :
  - Josip Katalinski, footballeur yougoslave puis bosnien. (41 sélections en équipe nationale). († 9 juin 2011).
- 1950 :
  - Shozo Fujii, judoka japonais. Champion du monde de judo des -80 kg 1971, 1973, 1975 puis champion du monde de judo des -78 kg 1979.

### XXesièclede1951à2000
- 1951 :
  - George Karl, basketteur puis entraîneur américain.
- 1955 :
  - Kim Anderson, basketteur américain.
  - Mbarek El Filali, footballeur marocain. Troisième de la Coupe d'Afrique des nations de 1980 avec l'équipe marocaine. († 27 novembre 2021).
- 1956 :
  - Bernie Federko, hockeyeur sur glace canadien.
- 1957 :
  - Lou Whitaker, joueur de baseball américain.
- 1960 :
  - Lisa Martin, athlète de fond australienne. Médaillée d'argent du marathon aux Jeux de Séoul 1988.
- 1962 :
  - Denis Charvet, joueur de rugby à XV puis consultant TV français. Vainqueur du Grand chelem 1987. (23 sélections en équipe de France).
- 1963 :
  - Panayiótis Fasoúlas, basketteur grec.
  - Daniel Mazzucco, pilote de rallye-raid en quad argentin.
  - Stefano Modena, pilote de F1 italien.
- 1966 :
  - Anne Ottenbrite, nageuse canadienne. Championne olympique du 200m brasse, médaillée d'argent du 100m brasse et de bronze du 4×100m 4 nages aux Jeux de Los Angeles 1984.
- 1970 :
  - Mark Foster, nageur britannique.
  - Jim Furyk, golfeur américain. Vainqueur de l'US Open 2003.
  - Mike Weir, golfeur canadien. Vainqueur des Masters 2003.
- 1972 :
  - Damian McDonald, cycliste sur route australien. († 23 mars 2007).
- 1973 :
  - Xavier Dorfman, rameur d'aviron français. Champion olympique du quatre sans barreur poids légers aux jeux de Sydney 2000. Champion du monde d'aviron du huit poids légers 2001.
  - Lutz Pfannenstiel, footballeur puis entraîneur allemand.
- 1975 :
  - Jonah Lomu, joueur de rugby à XV néo-zélandais. Vainqueur des Tri-nations 1996, 1999 et 2002. (63 sélections en équipe nationale). († 18 novembre 2015).
- 1977 :
  - Graeme Dott, joueur de snooker écossais. Champion du monde de snooker 2006.
- 1978 :
  - Hossein Reza Zadeh, haltérophile iranien. Champion olympique des + 105 kg aux Jeux de Sydney 2000 et aux Jeux d'Athènes 2004.
- 1979 :
  - David Hellebuyck, footballeur français.
  - Carima Louami, athlète de sprint française.
  - Joaquim Rodríguez, cycliste sur route espagnol. Vainqueur de la Flèche wallonne 2012.
- 1980 :
  - Marama Vahirua, footballeur franco-tahitien.
- 1981 :
  - Laura Granville, joueuse de tennis américaine.
- 1983 :
  - Cynthia Denzler, skieuse alpine colombienne.
  - Alina Kabaeva, gymnaste de rythmique puis femme politique russe. Médaillée de bronze du concours individuel aux Jeux de Sydney 2000 puis championne olympique du concours individuel aux Jeux d'Athènes 2004. Championne du monde de gymnastique rythmique du concours général individuel et par équipes du ballon, du ruban 1999 et 2003 puis par équipes 2007. Championne d'Europe de gymnastique rythmique par équipes 1998, du concours individuel et du cerceau 1999, du concours individuel et par équipes, du cerceau, du ballon et du ruban 2000, du cerceau, du ballon et des massues 2001, du concours individuel et par équipes 2002 et 2004, par équipes 2006. Députée de 2005 à 2010.
  - Virginie Razzano, joueuse de tennis française.
- 1985 :
  - Brent Petway, basketteur américain.
  - Oleg Piganovitch, hockeyeur sur glace russe.
  - Andris Šics, lugeur letton. Médaillé d'argent en biplace aux Jeux de Vancouver 2010 puis médaillé de bronze du double et du relais par équipes aux Jeux de Sotchi 2014. Champion d'Europe de luge mixte 2008 et 2010 puis en double 2021.
- 1986 :
  - Im Dong-hyun, archer sud-coréen. Champion olympique par équipes aux Jeux d'Athènes 2004 puis aux Jeux de Pékin 2008 et médaillé de bronze par équipes aux Jeux de Londres 2012. Champion du monde de tir à l'arc par équipes 2003 et 2009 puis champion du monde de tir à l'arc en individuel et par équipes 2007.
  - Josh Duncan, basketteur américain.
  - Jonathan Orozco, footballeur mexicain. Vainqueur de la Gold Cup 2011 et de la Ligue des champions 2011. (6 sélections en équipe nationale).
  - Saer Sene, basketteur sénégalais.
  - Roman Startchenko, hockeyeur sur glace kazakh.
- 1987 :
  - Darren Randolph, footballeur irlandais. (47 sélections en équipe nationale).
- 1988 :
  - Marcelo, footballeur brésilio-espagnol. Médaillé de bronze aux Jeux de Pékin 2008 et d'argent aux Jeux de Londres 2012. Vainqueur de la Ligue des champions 2014. (42 sélections en équipe nationale).
  - Babett Peter, footballeuse allemande. Championne du monde de football 2007. Championne d'Europe de football 2009. (96 sélections en équipe nationale).
- 1989 :
  - Ousmane Camara, basketteur français.
- 1990 :
  - Florent Amodio, patineur artistique individuel franco-brésilien. Champion d'Europe de patinage artistique 2011.
  - Bautista Guemes, joueur de rugby à XV argentin.
  - Melih Mahmutoğlu, basketteur turc.
- 1991 :
  - Joe Dombrowski, cycliste sur route américain.
- 1992 :
  - Calum Jarvis, nageur britannique. Champion du monde de natation du relais 4×200m nage libre 2015.
- 1993 :
  - Wendy Holdener, skieuse alpine suisse. Championne du monde de ski alpin du super-combiné 2017.
  - Ali Price, joueur de rugby à XV écossais. (14 sélections en équipe nationale).
- 1994 :
  - Marc-Aurèle Caillard, footballeur français.
- 1995 :
  - Mariusz Stępiński, footballeur polonais. (4 sélections en équipe nationale).
  - Elke Van Gorp, footballeuse belge. (30 sélections en équipe nationale).
- 1996 :
  - Laure Touyé, joueuse de rugby à XV française. (22 sélections en équipe de France).
- 1997 :
  - Taylor Moore, footballeur anglais.
- 1998 :
  - Mohamed Bamba, basketteur américain.
  - Yauheni Karmilchyk, boxeur biélorusse.

### XXIesiècle
- 2001 :
  - Saman Fallah, footballeur iranien. (4 sélections en équipe nationale).
  - Dorian Hanza, footballeur équatoguinéen. (18 sélections en équipe nationale).
  - Issa Kaboré, footballeur burkinabé. (47 sélections en équipe nationale).
  - Daan Kool, coureur cycliste sur piste néerlandais. Vice-champion d'Europe du kilomètre en 2024.
  - Jelte Krijnsen, coureur cycliste néerlandais.
  - Megan Oldham, skieuse acrobatique canadienne. Médaillée de bronze en slopestyle lors des Championnats du monde 2021, médaillée d'argent en slopestyle et de bronze en big air en 2023 et médaillée de bronze en slopestyle en 2025.
- 2002 :
  - Héctor Quintana, coureur cycliste chilien.
- 2003 :
  - Catalin Buta, coureur cycliste roumain.
  - Malaki Branham, basketteur américain.
  - Ross McCausland, footballeur nord-irlandais. (4 sélections en équipe nationale).
  - Ivan Šaranić, footballeur croate.
  - Luca Sito, athlète italien. Vice-champion d'Europe du relais 4 × 400 mètres et du relais 4 × 400 mètres mixte en 2024.
- 2004 :
  - Mateo Chávez, footballeur mexicain.
  - Adrian Mitu, joueur de rugby à XV roumain. (8 sélections en équipe nationale).
  - Karlos Nassar, haltérophile bulgare. Champion olympique des moins de 89 kg lors des Jeux de Paris 2024. Champion du monde du général et de l'épaulé-jeté dans la catégorie des moins de 81 kg en 2021 puis de l'épaulé-jeté en 2022 et de l'arraché, l'épaulé-jeté et du général en 2024 dans la catégorie des moins de 69 kg.
- 2005 :
  - Zachary Benson, joueur de hockey sur glace canadien.
  - Viktoria Listunova, gymnaste artistique russe. Championne olympique du concours général par équipes aux Jeux d'été de Tokyo 2020. Championne d'Europe du concours général individuel en 2021.
- 2006 :
  - Vasilije Adžić, footballeur monténégrin.
  - Kaito Tsuchiya, footballeur japonais.
- 2010 :
  - Arisa Trew, sakteuse australienne. Championne du monde de vert en 2024 et championne olympique de park lors des Jeux de Paris 2024.

## Décès

### XXesièclede1901à1950
- 1909 :
  - Bertha Townsend, 40 ans, joueuse de tennis américaine. Vainqueur de l'US Open 1888 et 1889 en simple. (° 7 mars 1869).
- 1914 :
  - Willy Pöge, 44 ans, pilote de courses automobile allemand. (° 2 décembre 1869).
- 1937 :
  - Jorge de Paiva, 49 ans, escrimeur portugais. Médaillé de bronze d'épée par équipes aux Jeux olympiques d'été de 1928. (° 13 mai 1887).
- 1939 :
  - Jérôme Declercq, 39 ans, coureur cycliste belge. (° 30 octobre 1899).
- 1940 :
  - Michel D'Hooghe, 28 ans, coureur cycliste belge. (° 19 février 1912).
- 1948 :
  - Édouard Vanzeveren, 43 ans, nageur français. (° 27 avril 1905).

### XXesièclede1951à2000
- 1957 :
  - Alfonso de Portago, 28 ans, pilote de courses automobile espagnol. (° 11 octobre 1928).
- 1960 :
  - William Moore, 70 ans, athlète de demi-fond britannique. Médaillé de bronze du 3 000m par équipes aux Jeux de Stockholm 1912. (° 5 avril 1890).
- 1963 :
  - Bobby Kerr, 80 ans, athlète de sprint canadien. Champion olympique du 200 mètres et médaillé de bronze du 100 mètres aux Jeux de Londres en 1908. (° 9 juin 1882).
- 1964 :
  - Honoré Barthélémy, 72 ans, cycliste sur route français. (° 25 septembre 1891).
- 1979 :
  - Pierre Brunet, 71 ans, rameur français. Médaillé de bronze en deux barré aux Jeux de Los Angeles 1932. (° 27 février 1908).
- 1984 :
  - Matías González, 58 ans, footballeur uruguayen. Champion du monde de football 1950. (30 sélections en équipe nationale). (° 6 août 1925).

### XXIesiècle
- 2001 :
  - Didi, 72 ans, footballeur puis entraîneur brésilien. Champion du monde de football 1958 et 1962. Vainqueur de la Coupe des clubs champions 1960. (68 sélections en équipe nationale). (° 8 octobre 1929).
- 2007 :
  - Georges Hatz, 90 ans, footballeur français. (° 11 mai 1917).
- 2009 :
  - Heini Walter, 81 ans, pilote de courses automobile suisse. (° 28 juillet 1927).
- 2012 :
  - Tor Marius Gromstad, 22 ans, footballeur norvégien. (° 8 juillet 1929).
- 2018 :
  - Mansoor Ahmed, 50 ans, hockeyeur sur gazon pakistanais. Médaillé de bronze aux Jeux olympiques de Barcelone en 1992. (° 7 janvier 1968).
- 2019 :
  - Dale Greig, 81 ans, athlète britannique. (° 15 mai 1937).
  - Klara Guseva, 82 ans, patineuse de vitesse soviétique. Championne olympique du 1 000 mètres aux Jeux olympiques d'hiver de 1960. (° 8 mars 1937).
- 2020 :
  - Philippe Redon, 69 ans, footballeur puis entraîneur français. (° 12 décembre 1950).
- 2021 :
  - Leonid Bogdanov, 93 ans, escrimeur soviétique. Médaillé de bronze de sabre par équipes aux Jeux olympiques de 1956. (° 23 juin 1927).
  - Jerry Burns, 94 ans, joueur puis entraîneur américain de football américain. Vainqueur en tant qu'entraîneur du Super Bowl en 1967 et 1968 avec les Packers de Green Bay. (° 24 janvier 1927).
  - Jiří Feureisl, 89 ans, footballeur tchécoslovaque. (11 sélections en équipe nationale). (° 3 octobre 1931).
- 2022 :
  - Gino Cappelletti, 88 ans, joueur américain de football américain. (° 26 mars 1934).
- 2023 :
  - Owen Davidson, 79 ans, joueur de tennis australien. Vainqueur de l'Open d'Australie en 1972 et de l'US Open en 1973 en double messieurs. Vainqueur en double mixte de l'US Open en 1966, 1967, 1971 et 1973, de l'Open d'Australie en 1967, de Roland-Garros en 1967 et de Wimbledon en 1967 et 1974. (° 4 octobre 1943).
  - Jacques Mouilleron, 82 ans, footballeur puis entraîneur français. (° 7 juillet 1940).
  - Bruce Robertson, 71 ans, joueur de rugby à XV néo-zélandais. (34 sélections en équipe nationale). (° 9 avril 1952).